# Ignaz Lachner
Ignaz Lachner (Rain, 1807. szeptember 11. – Hannover, 1895. február 24.) német zeneszerző és karmester.

## Pályafutása
Zenészcsaládba született. Apja, Anton, akitől első hegedűleckéit is kapta, orgonista volt. Testvérei, Franz és Vinzenz, valamint mostohatestvére, Theodor szintén zeneszerzők voltak.
Miután hatéves kisfiúként nagy sikerrel szerepelt a nyilvánosság előtt, 15 évesen a müncheni Isartor színházban kapott állást. 1826-ban a bécsi református városi templom orgonistája lett, majd az udvari operaszínház zenekarának tagja, 1831-ben zeneigazgató lett Stuttgartban, majd nem sokkal később Münchenben. 1842-ben felvették a "Zu den 3 Cedern" szabadkőműves páholyba. 1853-ban Hamburgban lett karmester, 1858-tól Stockholmban volt udvari karmester, 1861-ben pedig a frankfurti Városi Színház karmestere lett, amely tisztségből 1875-ben vonult vissza.
1842 áprilisában feleségül vette Franziska Maria Kreszentia Waldhör (1818-1884), Matthias Waldhör zenetanár, kórusvezető és zeneszerző lányát. A házaspárnak négy gyermeke született: Julie nevű lányuk (1843 - 1872 körül), aki zongoraművésznő lett, és ikertestvére, Sophie, valamint fiaik, Johann Martin (1844-????) és Karl (1851-????).
Szülővárosában, Rainban utcanévvel, a Gebrüder Lachner Múzeummal (amely szülőházában kapott helyet) és a Gebrüder Lachner Középiskola elnevezésével tisztelegnek előtte.

## Fordítás
- Ez a szócikk részben vagy egészben  az   Ignaz Lachner című német Wikipédia-szócikk ezen változatának fordításán alapul.  Az eredeti cikk szerkesztőit annak laptörténete sorolja fel. Ez a jelzés csupán a megfogalmazás eredetét és a szerzői jogokat jelzi, nem szolgál a cikkben szereplő információk forrásmegjelöléseként.